# Los Angeles Metro Rail
Los Angeles Metro Rail är ett tunnelbane- och snabbspårvägssystem i Los Angeles och kringliggande städer i Los Angeles County. Systemet drivs av Los Angeles County Metropolitan Transportation Authority ("Metro").
Fram till 2019 använde linjerna namn efter färger: röd, lila, blå, grön, och guld. Under 2019 gick Metro över till ett alfabetiskt system: A (blå), B (röd), C (grön), D (lila), E, L (guld). Den första linjen (blå) öppnades 1990 och fler har öppnats efter hand. Den röda och lila betecknas "subway", alltså tunnelbana, medan blå, grön och guld betecknas "light rail", alltså snabbspårväg. Det är samma biljettpris på alla linjer till alla hållplatser, dock är det inte gratis att byta mellan linjer.
Sedan finns 1992 även pendeltågssystemet Metrolink vilket Los Angeles County Metropolitan Transportation Authority är delägare i och som går över countygränserna i det vidare storstadsområdet.

## Tunnelbana
Red Line går mellan Union Station i Downtown och North Hollywood i San Fernando Valley. Första sträckan till Westlake/MacArthur Park öppnades 1993. Linjen förlängdes till Hollywood 1999, och North Hollywood 2000.
Purple Line går mellan Union Station och Wilshire/Westerns station i Koreatown i Mid-Wilshire-distriktet. Första sträckan till Westlake/MacArthur Park öppnade 1993; linjen förlängdes till Koreatown 1996. Fram till 2006, då linjen fick sitt nuvarande namn, räknades den som en gren av Red Line.
| Linje       | Sträcka                          | Öppnad | Längd km | Stationer |
| ----------- | -------------------------------- | ------ | -------- | --------- |
| Red Line    | Union Station - North Hollywood  | 1993   | 23,6 km  | 14        |
| Purple Line | Union Station - Wilshire/Western | 1993   | 8 km     | 8         |
| Totalt      | Totalt                           |        | 31,6 km  | 22        |

## Spårvagn
Los Angeles har fyra spårvägslinjer som trafikeras av spårvagnar. Spårvagnsnätet räknas som snabbspårväg.
Blue Line (öppnad 1990) går mellan 7th Street/Metro Centers station i centrala Downtown Los Angeles och Transit Malls station i centrala Long Beach. Det var den första spårvägslinjen i Los Angeles-området sedan 1961 då Pacific Electric Railways "Red Car system" lades ner.
Green Line (öppnad 1995) går mellan Marine/Redondo station i South Bay-området i Los Angeles och Norwalks station i Norwalk. Den erbjuder indirekt förbindelse till Los Angeles International Airport med buss från Aviation/I-105:s station.
Gold Line går mellan Atlantics station i East Los Angeles och Sierra Madre Villa station i Pasadena, via Union Station i Downtown Los Angeles, Highland Park och South Pasadena. Linjen öppnades mellan Union Station och Pasadena 2003, och förlängdes till Atlantic 2009.
Expo Line (öppnad 2012) går mellan Culver City och 7th Street/Metro Centers station i centrala Downtown.
| Linje      | Sträcka                                | Öppnad | Längd km | Stationer |
| ---------- | -------------------------------------- | ------ | -------- | --------- |
| Blue Line  | 7th Street/Metro Center - Long Beach   | 1990   | 35,5 km  | 22        |
| Green Line | Redondo Beach - Norwalk                | 1995   | 31,3 km  | 14        |
| Gold Line  | Atlantic - APU/Citrcus College         | 2003   | 31,7 km  | 21        |
| Expo Line  | Santa Monica - 7th Street/Metro Center | 2012   | 13,8 km  | 12        |
| Totalt     | Totalt                                 |        | 112,3 km | 69        |

## Föregångare
I Los Angeles-regionen fanns under första halvan av 1900-talet ett av världens största nät av spårbunden lokaltrafik. Det rörde sig i första hand om spårvagnar i gatuspår och interurbanspårväg (Pacific Electric Railway). Detta nät las ner i sin helhet under 1950-talet och 1960-talet. Biltrafik och delvis bussar tog över transportbehovet.